# A Biblioteca Mágica de Bibbi Bokken
A Biblioteca Mágica de Bibbi Bokken é um
livro infanto-juvenil escrito por Jostein Gaarder com a parceria de Klaus Hagerup. A obra é toda feita de cartas - uma antiga forma de caderno onde se podia acompanhar o histórico de correspondências.

## Enredo
Esse livro se trata de dois primos, Berit e Nils que depois de passar as férias juntos, decidem comprar um livro de cartas para se comunicar, onde escrevem o que sentem e fazem. Com isso, uma misteriosa mulher obcecada por livros começa a segui-los querendo o livro de cartas, e eles percebem que estão correndo perigo. Os primos iniciam um aventura e investigam bastante, na qual acabam descobrindo uma biblioteca mágica, e muitas outras coisas.

## Personagens
- Berit Boyum
- Nils Boyum
- Bibbi Bokken
- Marcus Hans (mais conhecido com "Smiley")
- Mario Bresani

### Sobre
Berit e Bibbi Bokken moram em Fjærland e Nils em Oslo. Bibbi Bokken é bibliógrafa.e é a personagem investigada por Berit e Nils

1. ↑  Hagerup, Klaus (2003). A Biblioteca Mágica de Bibbi Bokken. [S.l.]: Companhia das Letras. pp. 1–50